# Juristische Wochenschrift
Die Juristische Wochenschrift (JW) war eine juristische Fachzeitschrift, die von 1872 bis 1939 erschienen ist. Sie war das „Organ des Deutschen Anwaltsvereins“.
Anfangs erschien die Juristische Wochenschrift beim Berliner Verlag Weidmann, später beim Leipziger Verlag Moeser,.
Von älteren Jahrgängen liegen Digitalisate vor, die im Netz frei verfügbar sind.
Ihre Publikation war allerdings während der NS-Zeit, wie alle nicht eingestellten inländischen deutschen juristischen Fachzeitschriften, von nationalsozialistischen Rechtsvorstellungen geprägt. Herausgeber der Juristischen Wochenschrift war ab 1933 Walter Raeke als Leiter der Reichsfachgruppe Rechtsanwälte im Bund Nationalsozialistischer Deutscher Juristen (ab 1936 Nationalsozialistischer Rechtswahrerbund). Zu den Mitherausgebern gehörten unter anderen die Mitglieder des Reichsfachgruppenrates Heinrich Droege aus Hamburg, als Mitglied des Präsidiums der Anwaltskammer Hamburg bei der Vertreibung von jüdischen Rechtsanwälten engagiert, der nationalsozialistische Staranwalt Walter Luetgebrune, Erwin Noack, Wilhelm Römer, Ferdinand Mößmer, München, der Vorsitzende des Ausschusses Familienrecht der Akademie für Deutsches Recht, und Fritz Rudat, Königsberg.
Zum 1. April 1939 wurde sie mit der Zeitschrift Deutsches Recht (1931–1945) vereinigt.
An die ursprüngliche Tradition der Juristischen Wochenschrift als Anwaltszeitschrift wollte die 1947 gegründete Neue Juristische Wochenschrift anschließen, die gemeinhin unter ihrem Kürzel NJW zitiert wird.